# Bezirk Gonobitz
Der Bezirk Gonobitz (slowenisch okraj Konjice) war ein Politischer Bezirk in der Steiermark. Die Bezirkshauptmannschaft (slowenisch Okrajno glavarstvo Konjice) saß in Gonobitz. Der Bezirk umfasste lediglich den gleichnamigen Gerichtsbezirk und musste im Zuge des Vertrags von Saint-Germain 1919 an Jugoslawien abgetreten werden.

## Geschichte
Der Gerichtsbezirk Gonobitz diente zunächst als Politische Expositur des Bezirkes Cilli. Am 31. August 1903 erhob Kaiser Franz Joseph I. die politische Expositur zu einem eigenständigen Bezirk, wodurch die Politische Expositur per 30. September 1903 ihre Tätigkeit einstellte und die Bezirkshauptmannschaft Gonobitz ihren Dienst aufnahm. Der Gerichtsbezirk Gonobitz war damit ab dem 1. Oktober 1903 deckungsgleich mit dem Bezirk Gonobitz. Der Bezirk wies 1910 eine Bevölkerung von 22.137 Personen auf, von denen 19.889 Slowenisch (89,8 %) und 2.130 Deutsch (9,6 %) sprachen. Durch die Grenzbestimmungen des am 10. September 1919 abgeschlossenen Vertrages von Saint-Germain wurde der Bezirk Gonobitz zur Gänze dem Königreich Jugoslawien zugeschlagen.